# Шустово (Судогодский район)
Шустово — деревня в Судогодском районе Владимирской области России, входит в состав Мошокского сельского поселения.

## География
Деревня расположена на берегу речки Костянка в 9 км на восток от центра поселения села Мошок и 39 км на юго-восток от Судогды.

## История
Впервые деревня упоминается в окладных книгах Рязанской епархии за 1676 год в составе Гонобиловского прихода, в ней тогда было 8 дворов крестьянских.
В конце XIX — начале XX века деревня входила в состав Мошенской волости Судогодского уезда, с 1926 года — в составе Владимирского уезда. В 1859 году в деревне числилось 11 дворов, в 1905 году — 13 дворов, в 1926 году — 19 дворов.
С 1929 года деревня входила в состав Лыткинского сельсовета Судогодского района, с 1940 года — в составе Гонобиловского сельсовета, с 1954 года — в составе Мошокского сельсовета, с 2005 года — в составе Мошокского сельского поселения.

## Население
| 1859 | 1905 | 1926 | 2002 | 2010 | 2021 |
| ---- | ---- | ---- | ---- | ---- | ---- |
| 77   | ↗86  | ↗90  | ↘74  | ↗84  | ↘51  |